# Dentinho (capoeira)
Le dentinho ("petite dent", en portugais) est l'un des balões (techniques de projection) incorporés à la Capoeira Regional par Mestre Bimba et a été créé pour se défendre du colar de força. Le mouvement consiste à attraper l'adversaire par le genou en plaçant l'autre bras dans son dos, puis de le soulever pour le faire basculer derrière soi par-dessus la jambe afin de le faire tomber sur la tête.
Ce balão est très proche de l'arqueado de costas mais se différencie par le fait qu'on attrape l'adversaire par la jambe et le dos plutôt que par les deux jambes.